# Mens kvinder venter
Mens kvinder venter (originaltitel: Kvinnors väntan) er en svensk komediefilm fra 1952 instrueret af Ingmar Bergman. Filmen har Anita Björk, Eva Dahlbeck og Maj-Britt Nilsson i hovedrollerne og er et drama om ungdomsforhold, fortalt i flashbacks af en gruppe kvinder. Den fik premiere i Sverige den 3. november 1952 og udkom i Danmark året efter den 7. august 1953.
Siden udgivelsen har Mens kvinder venter generelt modtaget positive anmeldelser, selvom den ikke betragtes som en af Bergmans stærkeste film.

## Medvirkende
- Anita Björk som Rakel
- Eva Dahlbeck som Karin
- Maj-Britt Nilsson som Marta
- Birger Malmsten som Martin Lobelius
- Gunnar Björnstrand som Fredrik Lobelius
- Karl-Arne Holmsten som Eugen Lobelius
- Jarl Kulle som Kaj
- Aino Taube som Annette
- Håkan Westergren som Paul Lobelius
- Gerd Andersson som Maj
- Björn Bjelfvenstam som Henrik Lobelius